# Departamento de Bermejo (kommun i Chaco)
Departamento de Bermejo är en kommun i Argentina.   Den ligger i provinsen Chaco, i den nordöstra delen av landet, 800 km norr om huvudstaden Buenos Aires. Antalet invånare är 24 215.
Omgivningarna runt Departamento de Bermejo är huvudsakligen savann. Runt Departamento de Bermejo är det glesbefolkat, med 9 invånare per kvadratkilometer.